# Kétro-Bassam
Kétro-Bassam est une localité de l'ouest de la Côte d'Ivoire, et appartenant au département de Vavoua, dans la région du Haut-Sassandra. La localité de Kétro-Bassam est un chef-lieu de commune.